# Kutry rakietowe typu La Combattante II
Kutry rakietowe typu La Combattante II – francuskie kutry rakietowe, wprowadzone do służby w 1972. Projekt okrętów powstał na podstawie opracowanego wcześniej, wspólnie ze stroną niemiecką projektu La Combattante. Zbudowano ponad 60 jednostek, które trafiły do marynarek wojennych ośmiu państw. Niemcy były największym odbiorcą tych jednostek. Trafiło tam 20 okrętów znanych jako typ 148 Tiger.

## Historia
Na początku lat 60. XX wieku w Niemczech rozpoczęły się prace nad nową klasą okrętów, kutrami rakietowymi, które miałyby zastąpić używane do tej pory kutry torpedowe. W tym czasie doceniając niemieckie osiągnięcia w tej dziedzinie, Izrael wyraził chęć nabycia takich jednostek. Z uwagi na niemieckie ograniczenia w eksporcie broni, projekt prototypowego kutra rakietowego opracowanego w niemieckiej stoczni Lürssen, został przekazany francuskiej stoczni Chantiers des Constructions Mechaniques de Normandie. Po wprowadzeniu drobnych ulepszeń powstała pojedyncza jednostka prototypowa znana pod oznaczeniem La Combattante. Kolejny ulepszony projekt, uwzględniający najnowsze wymagania odbiorców oznaczono jako La Combattante II. Projekt okazał się dużym sukcesem marketingowym, zbudowano ponad 60 jednostek, które trafiły do wielu marynarek wojennych na świecie.
Największym odbiorcą okrętów tego typu była "Bundesmarine", która od 1972 otrzymała 20 jednostek tego typu, które oznaczono jako typ 148 Tiger.  8 z tych jednostek zostało wykończonych w niemieckiej stoczni Lürssen. Do 2002 wycofano ze służby wszystkie niemieckie jednostki tego typu, które oprócz trzech złomowanych, zostały przekazane marynarkom wojennym Chile, Egiptu i Grecji.
22 grudnia 2011 roku poinformowano, że Marynarka Wojenna Cypru przejmie trzy okręty wycofane w czerwcu 2011 roku ze służby w Marynarce Wojennej Grecji. Jednostki, które przejmie Cypr to: P 74 Plotarchis Vlachavas, P 76 Ypoploiarchos Tournas oraz P 77 Plotarchis Sakipis.